# Ferdinand Karl av Österrike-Este

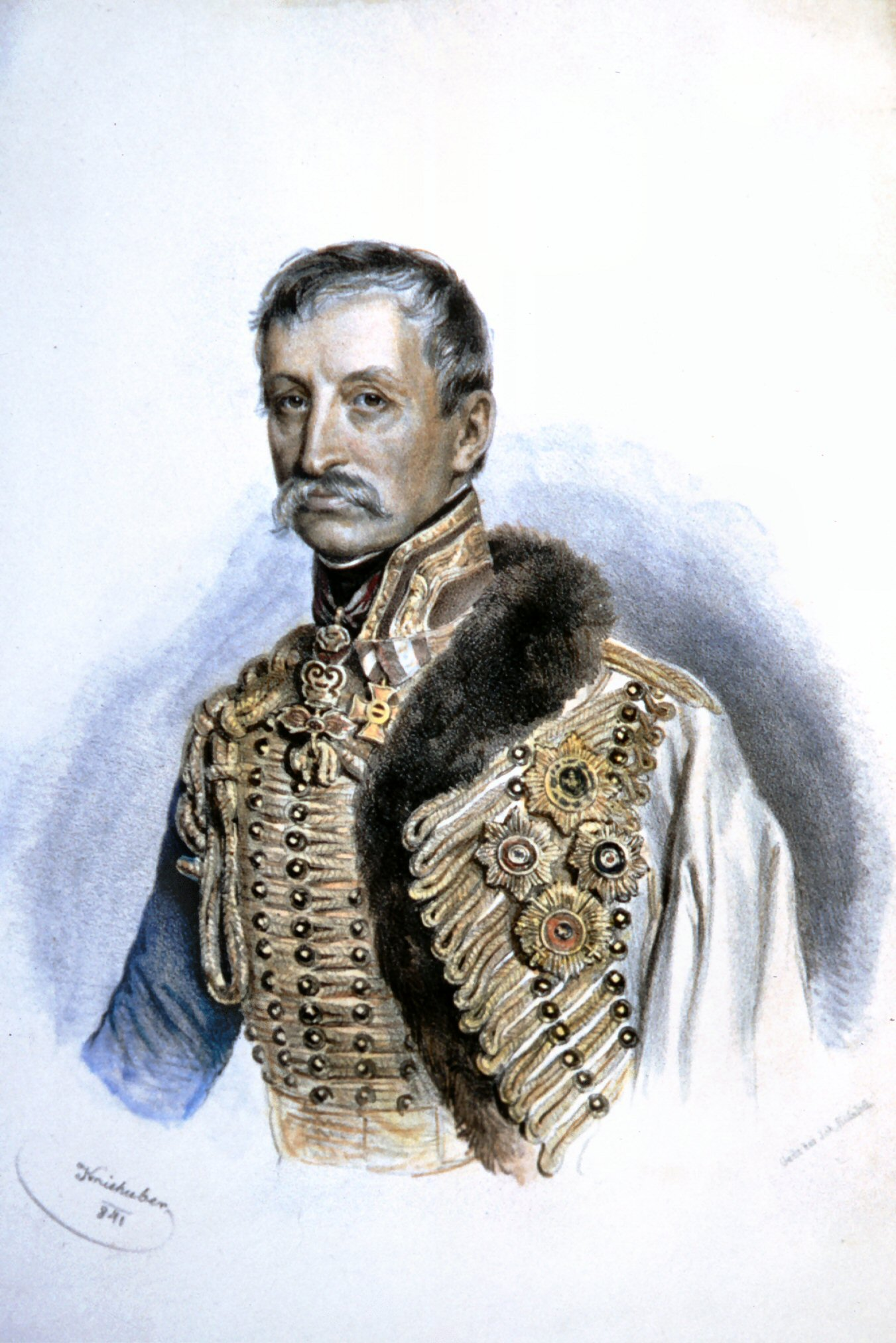
Handkolorerad litografi av Joseph Kriehuber från 1841, porträtterande Ferdinand Karl av Österrike-Este.

Ferdinand Karl Joseph av Österrike-Este, född 25 april 1781, död 5 november 1850, var en österrikisk ärkehertig och militär. Han var son till Ferdinand av Österrike-Este.
Ferdinand Karl deltog med utmärkelse i fälttåget 1800 och räddade sig 1805 med en del trupper undan kapitulationen i Ulm samt förde 1809 befälet mot Polen. Efter freden 1815 fick Ferdinand Karl överbefälet i Ungern och var 1832-46 generalguvernör i Galizien.